# 最高人民法院民事审判第三庭
最高人民法院民事审判第三庭，对外称最高人民法院知识产权审判庭，位于北京市东城区东交民巷27号，是中华人民共和国最高人民法院内设机构。

## 沿革
1996年10月，最高人民法院成立知识产权审判庭。2000年，将知识产权审判庭更名为民事审判第三庭。2006年，《最高人民法院关于本院民事审判第三庭对外称“知识产权审判庭”的通知》（法发〔2006〕14号）发出。

## 职能
2000年12月4日，《最高人民法院机关内设机构及新设事业单位职能》（法发〔2000〕30号）发布，其中规定最高人民法院机关内设机构有民事审判第三庭，职能是：
1. 审判第一、二审著作权(包括计算机软件)、商标权、专利权、技术合同、不正当竞争以及科技成果权、植物新品种权等知识产权案件。
2. 审查处理不服高级人民法院生效裁判的知识产权申请再审案件以及少数立案庭移送的不服基层人民法院、中级人民法院生效裁判的知识产权申请再审案件。
3. 办理知识产权申请复议案件。
4. 审批高级人民法院知识产权案件延长审限的申请[3]。

目前民事审判第三庭“主要负责最高人民法院审理的第一、二审知识产权及竞争纠纷案件；审判不服下级人民法院生效裁判的知识产权及竞争审判监督案件；指导有关审判工作。”

## 历任庭长、副庭长
| 庭长 1. 黄赤东（1996年10月29日—1998年11月4日） 2. 蒋志培（2000年8月25日—2008年8月29日） 3. 孔祥俊（2009年8月27日—2014年8月31日） 4. 宋晓明（2014年8月31日—2019年8月26日） 5. 胡仕浩（2019年12月28日—2021年2月28日） 6. 林广海（2021年4月29日—） | 副庭长 - 杨金琪（1996年10月29日—2000年4月29日） - 蒋志培（1996年10月29日—2000年8月25日） - 罗东川（2000年12月28日—2004年6月25日） - 孔祥俊（2004年8月28日—2009年8月27日） - 金克胜（2009年12月26日—2015年12月27日） - 王闯（2012年6月30日—2018年12月29日） - 林广海（2016年11月7日—2021年4月29日） - 李剑（2019年6月29日—） - 丁广宇（2021年8月20日—） - 边永民（2023年6月28日—） |